# George Townshend, 7:e markis Townshend
George John Patrick Dominic Townshend, 7:e markis Townshend, född den 13 maj 1916, död 23 april 2010, känd som Viscount Raynham till 1921, var en brittisk peer och affärsman.
Townshend var ende sonen till John Townshend, 6:e markis Townshend och Gwladys Ethel Gwendolen Eugenie Sutherst. Han var ordförande för Anglia Television från 1958 till 1986. Då han ärvde sina titlar redan vid faderns död 1921 blev han den 2 mars 2009 den person som innehaft pärsvärdighet längst i historien, då han gick förbi Charles St Clair, 13:e lord Sinclair (född den 30 juli 1768, ärvde titlarna den 16 december 1775, död den 30 mars 1863), som innehade det tidigare rekordet om 87 år och 104 dagar. Rekordet var svårslaget - det tog alltså nära ett och ett halvt sekel innan det utraderades.